# Pero lustraria
Pero lustraria là một loài bướm đêm trong họ Geometridae.